# عبد المجيد الأول
عبد المجيد الأول بن محمود الثاني بن عبد الحميد الأول بن أحمد الثالث بن محمد الرابع بن إبراهيم الأول بن أحمد الأول بن محمد الثالث بن مراد الثالث بن سليم الثاني بن سليمان القانوني بن سليم الأول بن بايزيد الثاني بن محمد الفاتح بن مراد الثاني بن محمد الأول جلبي بن بايزيد الأول بن مراد الأول بن أورخان غازي بن عثمان بن أرطغرل.
(1823 - 1861)، هو خليفة المسلمين الثالث بعد المائة وسلطان العثمانيين الحادي والثلاثين والثالث والعشرين من آل عثمان الذين جمعوا بين الخلافة والسلطنة. وهو ابن السلطان محمود الثاني، تولى السلطنة وله من العمر 16 عامًا وثلاثة أشهر؛ تمكنت الدولة في عهده من الانتصار في حرب القرم، واستعادة سوريا العثمانية من حكم محمد علي باشا، وأدخل إصلاحات عديدة في القوانين العثمانية، وقوّى سلطة الحكومة المركزية مقابل انحلال الولاة السابق، سيرًا على نهج أسلافه بدءًا من سليم الثالث الإصلاحي؛ بنى قصر طولمه بهجة، واتخذه مقرًا لحكمه، كما رمم المسجد النبوي في المدينة المنورة.

## حياته
ولد السلطان عبد المجيد الأول في قصر الباب العالي يوم 25 أبريل 1822 كأكبر أولاد السلطان محمود الثاني، وتلقى التعليم الأوروبي وكان يجيد اللغة الفرنسية في حين يجري المهتمين في الأدب والموسيقى الكلاسيكية وكان من دعاة الإصلاحات مثل والده السلطان محمود الثاني.

### خلافته والمسألة المصرية
تولى عبد المجيد السلطنة وهو يبلغ من العمر ستة عشرة عاماً عام 1839م، بعد وفاة والدهِ، وكانت أحوال الدولة في غاية الاضطراب حينها، وبعد انتصار جيوش محمد علي باشا في معركة نصيبين، وانضمام الأسطول العثماني بقيادة أحمد باشا إلى محمد علي ورسوّه في ميناء الإسكندرية، وكانت أولى أعمال السلطان توجيه الصدارة العظمى إلى خسرو باشا، وهو والي مصر السابق؛ ثم موافقته في 28 يوليو 1839م، على الاتفاق مع الحلفاء حول «حل مشترك» للمسألة المصرية مع الدول الأوروبية، غير أن الخلاف بين فرنسا وبريطانيا قد أعاق التوصل لاتفاق سريع.
في 15 يونيو 1840م، اتفقت الدول الأوروبية مع الباب العالي على إرجاع محمد علي باشا إلى حدود مصر مع احتفاظه بالقسم الجنوبي من بلاد الشام عدا عكا طوال حياته؛ ثم عادت وألغت هذا الاحتفاظ نتيجة رفض محمد علي الانسحاب سلمًا من الولايات السورية العثمانية، كما استقرت فرق من جيوش النمسا وروسيا وإنجلترا في إسطنبول لحمايتها في حال هجوم جيش إبراهيم باشا على العاصمة. في بداية أغسطس 1840م، بدأت ثورات وانتفاضات ضد حكم إبراهيم باشا في الشام، وحاصر الأسطول الإنجليزي الساحل السوري، وفي 14 أغسطس انسحب المصريون نحو حصون الداخل وأجبروا على الانسحاب نهائيًا في ديسمبر 1840م. وعيّن السلطان (سليمان باشا)، حاكمًا عسكريًا للولايات السورية منعًا للانفلات الأمني والاقتتال الطائفي وهجمات البدو على الحضر. كما أجبر (محمد علي) على رد الأسطول العثماني الراسي في الإسكندرية.
في 14 يناير 1841م، أصدر السلطان فرمانًا أولاً بتولية محمد علي على مصر مع وراثة أولاده، وفرض ربع إيرادات مصر كجزية للباب العالي، وعيّن لجنة مالية لإدارة الاقتصاد المصري؛ كما حدد سقف عدد الجيش المصري بثمانية عشر ألف جندي دون امتيازات خاصة في اللباس أو الرتب التي يعين السلطان درجاتها العليا، كما أقر الفرمان سلسلة تقييدات أخرى. غير أنه عاد ومنحه في 13 فبراير 1841م، ولاية النوبة ودارفور وكردفان وسنار، وفي 19 أبريل أصدر فرمانًا ثالثًا بناءً على وساطة إنجلترا يخفف الشروط السابقة، ومنها التنازل عن ربع الإيرادات مقابل خراج معلوم.

### اتفاقية المضائق
تحت ضغط إنكلترا وباتفاق الحلفاء، وموافقة السلطان، أبرم في 13 يوليو 1841 اتفاق المضائق أو «اتفاق البوغازات»، والذي ينظم حركة الملاحة البحرية في بحر مرمرة والبوسفور. نصّ الاتفاق على عدم السماح لأي مركب حربي غير عثماني في المرور أو الاستقرار في هذه المنطقة، وبالتالي ألغيت مفاعيل معاهدة خوانكار آسكله سي، القاضية بمنح روسيا حق الملاحة البحرية العسكرية في المنطقة.

### خدماته الإنسانية وأعماله الخيرية
في عام 1845 ضرب مرض اللّفحة المتأخرة محاصيل البطاطا في ايرلندا مما تسبب بهلاك محصول البطاطا الذي كان أغلب الفقراء هناك يعتاشون عليه فحدثت أكبر مجاعة في تاريخ أيرلندا راح ضحيتها أكثر من مليون أيرلندي.
ما بين عامي 1845-1852 وانخفض عدد سكان أيرلندا إلى الربع تقريبا نتيجة للموت أو الهجرة. فوصلت أنباء تلك المجاعة للسلطان عبد المجيد الاول فأمر على الفور بإنقاذ فقراء أيرلندا فقرر إرسال مبلغ 10000 جنيه إسترليني لنجدة فقراء الأيرلنديين واعتبر ذلك المبلغ ضخما وقتها، إلاّ أن السلطان لم يتمكن من إرسال المبلغ كامل لأن الملكة فيكتوريا تبرعت بألفي جنيه ولا يمكن لأحد التبرع بأكثر من ذلك فقرر أمير المؤمنين عبد المجيد الأول التبرع بألف جنيه نقداً إلى فلاحي أيرلندا. وأرسل ببقية المبلغ خمسة سفن إلى أيرلندا في عملية إغاثة عاجلة، فأبحرت السفن من اسطنبول ووصلت أيرلندا محاولة الرسو في ميناء بلفاست وكورت سيتي، لكن البحرية البريطانية اعترضت السفن العثمانية ومنعت رسوّها. لتقوم البحرية العثمانية بالالتفاف سرا في ظلام الليل وتقوم بالرسو في ميناء صغير يُدعى دروغيدا، ليتفاجأ فقراء الأيرلنديين بإنقاذ الدولة العثمانية لهم بعد أن كادوا يعانون الجوع والألم. وكتكريم لها وتقدير لجهودها اعتمد فريق درودا يونايتد لكرة القدم شعار الهلال والنجمة الخاص بالخلافة العثمانية.

### نظام إدارة جبل لبنان

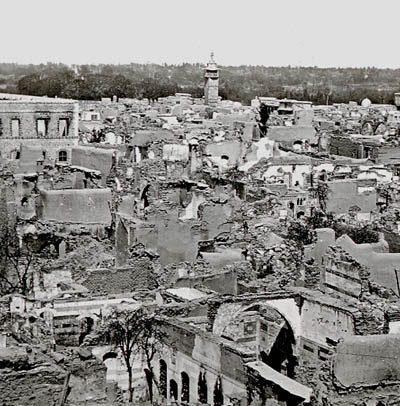
باب توما وباب شرقي وما جاورهما في دمشق بعد مجازر 1860.

في عام 1840 اندلعت اقتتالات طائفية بعد تعدي الدروز على الموارنة في جبل لبنان والبقاع؛ فأصدر السلطان نظامًا خاصًا عرف باسم «نظام القائم مقاميتين» بالتفاهم مع دول الحلفاء لإدارة الجبل. لم يفلح النظام المذكور لا سيّما في المناطق المختلطة مثل قضاء الشوف، فتكررت المجازر عام 1845 فأرسل السلطان فرقًا عسكريًا مخضعة الجبل للحكم العسكري، وأدخل تعديلات على نظام القائم مقاميتين واستحدث مجلس إدارة الجبل المكون من 12 عضوًا. في عام 1860 تكررت المجازر ووصلت حتى دمشق والجليل ومناطق أخرى، وقضى بنتيجتها 20.000 مسيحي، فقام السلطان بتعيين محمد فؤاد باشا حاكمًا على الشام مخولاً بصلاحيات استثنائية، لرأب الصدع الذي حصل في المجتمع ولتفادي أي تدخل أوروبي، وقد قاد محمد فؤاد باشا حملة اعتقالات بحق المتورطين بالمذابح ضد المسيحيين، فأعدم رميًا بالرصاص 111 شخصًا، وشنق 57 آخرين، وحكم بالأشغال الشاقة على 325 شخصًا ونفى 145؛ وكان بعض المحكومون من كبار موظفي الدولة في الشام. كما قامت فرنسا بنشر قوة مؤلفة من 6,000 جندي لحماية النظام بحسب الإتفاق، تم الاتفاق على أن ترسل دول أخرى قوات إضافية حسب الحاجة. وقد وصف التدخل الفرنسي واحدًا من التدخلات الإنسانية الأولى في تاريخ العالم. وبالرغم من إخماد العثمانيين للاضطرابات قبيل وصول هذه البعثة، فقد تمركز فيلق مشاة فرنسي في سوريا من أغسطس 1860 إلى يوليو 1861. وصف المؤرخون هذا التواجد العسكري بكونها إحدى أول قوات حفظ سلام في التاريخ. كما أفضى بروتوكول القسطنطينية عام 1860 لاستحداث متصرفية جبل لبنان.

### الإصلاحات المدنية

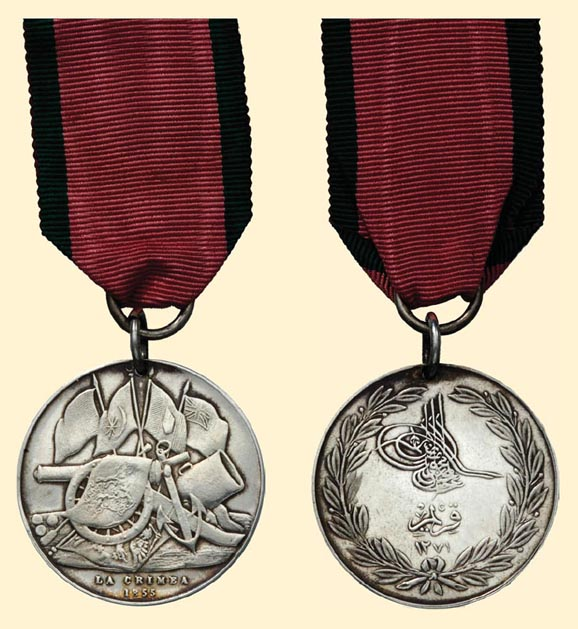
الوسام المجيدي الذي استحدثه السلطان وقدّمه على الوسام الحميدي الذي استحدثه والده محمود الثاني؛ بعد الانتصار في حرب القرم.

أحرزت الدولة في عهد السلطان عبد المجيد، إصلاحات إدارية وتشريعية هامة، وقد عمل على تقوية الحكومة المركزية بل انحلال الولاة، «وهكذا يتبين الفرق الكبير بالنسبة لسيطرة الدولة على ولاياتها بين أواخر القرن الثامن عشر والقرن التاسع عشر، فمن حكم سطحي لا مركزي متموج، إلى حكم مركزي متغلغل حتى أتفه الأمور»، وبنتيجة هذه الإصلاحات تحولت الدولة إلى جهاز أقوى وأكثر كفاءة، وكانت حين وفاته بوضع أفضل مما كانت عليه حين استلمها، بكل الأحوال، فبعد أن استعاد عبد المجيد سوريا العثمانية، عيّن محمد نجيب باشا ليطوف في الألوية والأقضية، ويشرح حقيقة التنظيمات الخيرية، فرفع الناس عرائض شكر للسلطان، وبهذا الخصوص أصدر فرمانه الخاص بسوريا «لضمان أمن الروح والمال بالنسبة للسكان».

#### «التنظيمات الخيرية»
أطلق اسم التنظيمات على عملية تحديث الدولة وتمدنها، أي «إعادة بناء الدولة القروسطية العثمانية الغير قادرة على مواكبة العصر، بدولة التنظيمات التي تنظم علاقة الدولة بالمجتمع على أساس القانون». صدرت التنظيمات بناءً على ضغط من الموظفين الحكوميين العثمانيين، والتجار المحتكين بالسوق التجارية الخارجية، وأعد رشيد باشا وزير الخارجية أول نصوصها وهو خط كلخانة، الذي نصّ للمرة الأولى على توصيف «مواطنين عثمانيين» متساوين في الحقوق والواجبات، مساواة تامة، ودون تمييز بسبب الدين أو اللغة أو الجنس؛ ومنح الجميع حرية العبادة، وحماية أرواحهم وأملاكهم، وعدم إنزال عقوبة بأحد إلا بعد محاكمته، وإلغاء بيع الوظائف، والتلزيم في جميع الضرائب، وتعديل السياسة الضريبية والتجنيدية؛ وقد وجد دعاة التنظيمات تطبيقها «طريقًا وحيدًا لإيقاف تدهور الدولة، وحماية وحدتها واستقلالها».

##### خط كلخانة
بعد أن أنفق سلاطين الدولة منذ مطلع القرن التاسع عشر جهدهم في إصلاح الجيش المركزي للدولة، اتجه السلطان عبد المجيد الأول لإدخال إصلاحات مالية وإدارية، إلى جانب إصلاحات اجتماعية في حقوق المواطنين العثمانيين، وأولى هذه الخطوات كانت خط كلخانة، ويتصف بكونه وثيقة حقوق، أعلنه السلطان بعد نحو ثلاثة أشهر من توليه السلطة يوم 3 نوفمبر 1839، وتولى إعداده وإذاعته في حفل رسمي الصدر الأعظم مصطفى رشيد باشا، من الساحة القائمة أمام قصر كلخانة، وكان الفرمان معنونًا باسم التنظيمات الخيرية؛ وجد بعض المؤرخين أنّ الإصلاحات قامت بها الدولة العثمانية تحت ضغط الغرب وفي محاولة لاستمالته، بكل الأحوال فإن الرغبة في الإصلاح واضحة لدى السلاطين، من ناحية كونها حاجة أكثر من كونها «إرضاءً للغرب» كما صرّح عدد من المؤرخين، كما يستدل على ذلك من خلال تعيين الدولة لموظفين خاصين بالطوف على الولايات، في الأرياف والمدن على اختلافها، لمقابلة السكان مباشرة وإفهامهم فحوى فرمان كلخانة، والإصلاحات اللاحقة، وهو ما «قابله السكان بمنتهى السرور». أما أبرز الإصلاحات التي أدخلت إلى الدولة بموجب الفرمان:
- منح مواطني الدولة العثمانية الأمان على النفس، والأملاك، والعرض؛ وضمان الحرية الشخصية؛ ومنع المصادرة والسخرة، وكان الولاة أو الإقطاع في الريف، يلزم السكان بأعمال دون أجر، أو يصادر أجزاءً من أملاكهم؛ وحسب ما ذكر عبد العزيز عوض «تمتع الرعايا بذلك بمن فيهم المسيحيون، وأظهروا ما يملكون علنًا، بعد أن كانوا يضطرون لإخفاء ثرواتهم والتظاهر بالفقر» لتعرضهم للمصادرة والسخرة أكثر من سواهم.[10] رغم أن هذه الفقرة لم تطبق بشكل كامل، إلا أنّ وضعها ومحاسبة مخالفيها، وتقوية الجهاز الإداري للدولة، ساهم بشكل مباشر في إصلاح الدولة ورضا الأهالي.
- ضمان حق مواطني الدولة بالمحاكمة قبل تنفيذ أي حكم قضائي، وكان من عادة الولاة، قتل أو نفي أو تسميم بعض مناوئيهم في السلطة دون محاكمة، وهو ما اعبتر من شأنه تقوية لمؤسسة القضاء في وجه الولاة والحكام، أو حتى الإقطاع المحلي في أرياف الدولة.
- تحديد طريقة الجندية الإجبارية، وتعيين سقفها بخمس سنوات؛ على أن لا يضر سوق الشبّان للجندية في اقتصاد مناطقهم أو مدنهم من ناحية الزراعة أو التجارة أو انقراض النسل، ولذلك أقر السلطان باختيار الشباب نسبيًا حسب عدد سكان المناطق.
- الأمر بزيادة رواتب الموظفين الحكوميين، وفي المقابل تجريم الرشوة «لأنها السبب الأعظم في خراب الملك»؛ ومن ثم أدخل السلطان آلية إصلاح إدارية جديدة، لجبي الضرائب والشؤون المالية، وضبط إنفاقها، وهو ما أدى حسب عدد من المؤرخين إلى «تطبيق العدالة في جباية الضرائب، فجمعت بالتساوي ودون تفريق بين أبناء الرعية، بعد أن كان يتهرب من أدائها المتنفذون وأصحاب القبليات؛ ولما أصبحت الضرائب تجبى بالعدل، زاد دخل الدولة المالي، وأصبحت الأموال تصرف في الأمور النافعة، كما أصبحت إيرادات الدولة للمرة الأولى تسجل في سجلات رسمية، ولا تنفق إلا بعد إصدار فرمانات همايونية».[11]
- استحداث مجلس الأحكام العدلية، الذي من وظيفته إعداد مشاريع الفرمانات ليقوم السلطان بإصدارها بتوقيعه، وبالتالي يعتبر مجلس الأحكام العدلية الشكل الأول لمجلس النواب العثماني. عيّن السلطان أيضًا مراسيم إذاعة الفرمانات، بكونها من الحجرة الشريفة في قصر السلطنة، وبحضور الوزراء وعلماء المذاهب الأربعة، وشيخ الإسلام، ووجوب تبلغيها جميع الولاة وإداريي الدولة للعمل على تنفيذها؛ كما ضمن السلطان أن تكون موضع التنفيذ ومعاقبة مخالفي أحكامها.

##### الخط الهمايوني
وثيقة الحقوق الثانية التي لا تقل أهمية عن خط كلخانة هي الخط الهمايوني الصادر في 18 فبراير 1856، والذي صدر في أعقاب حرب القرم، وكان محمد علي باشا قد أدخل مواده فعليًا إلى مصر وسوريا قبل ذلك بنحو عقدين، وقد ساهم الخط الهمايوني بصدور وثائق أخرى في الولايات تحمل المغزى نفسه مثل «عهد الأمان» الصادر عام 1857 في تونس عن الباي محمد. أعاد فيه السلطان التأكيد على ما ورد في خط كلخانة من المساواة في الحقوق المدنيّة وقال بأن جميع المذاهب والطوائف «ترتبتط بالروابط القلبية المتساوية الماهية في نظر شخصنا الملوكية»، ومحافظًا على الامتيازات التقليدية لغير المسلمين، وحرية ممارسة الشعائر الدينية في العلن، وبناء الكنائس والمعابد والمؤسسات الدينية الأخرى أي المقابر والمدارس والمشافي والأديرة، دون العودة إلى الباب العالي في المناطق المسيحية، وبموافقة السلطان في حال التجديد أو استحداث هذه الأبنية في المناطق المختلطة. وضمن الخط الهمايوني المساواة في المعاملة بين جميع الطوائف، ومنع استعمال الألفاظ التي تحطّ من القيمة: «تمحى وتزال إلى الأبد، من المحررات الرسمية، كافة التعييرات والألفا المتضمنة تحقير جنس لآخر في اللسان أو الجنسية أو المذهب... ويمنع قانونًا استعمال كل وصف أو تعريف يمسّ الشرف أو يستوجب العار بين الناس» والمساواة بين رعايا السلطان في تولي الوظائف العامة، والاستفادة من خدمات الدولة التعليمية، وإنشاء محاكم للفصل في القضايا الجنائية المختلفة، أما القضايا المختصة بالأحوال الشخصية استمرت إحالتها إلى المحاكم المختصة بكل مذهب على حدا؛ ودعا السلطان ف الخط لإصلاح السجون ومنع التعذيب، أو أي تصرف معادي للإنسانية.

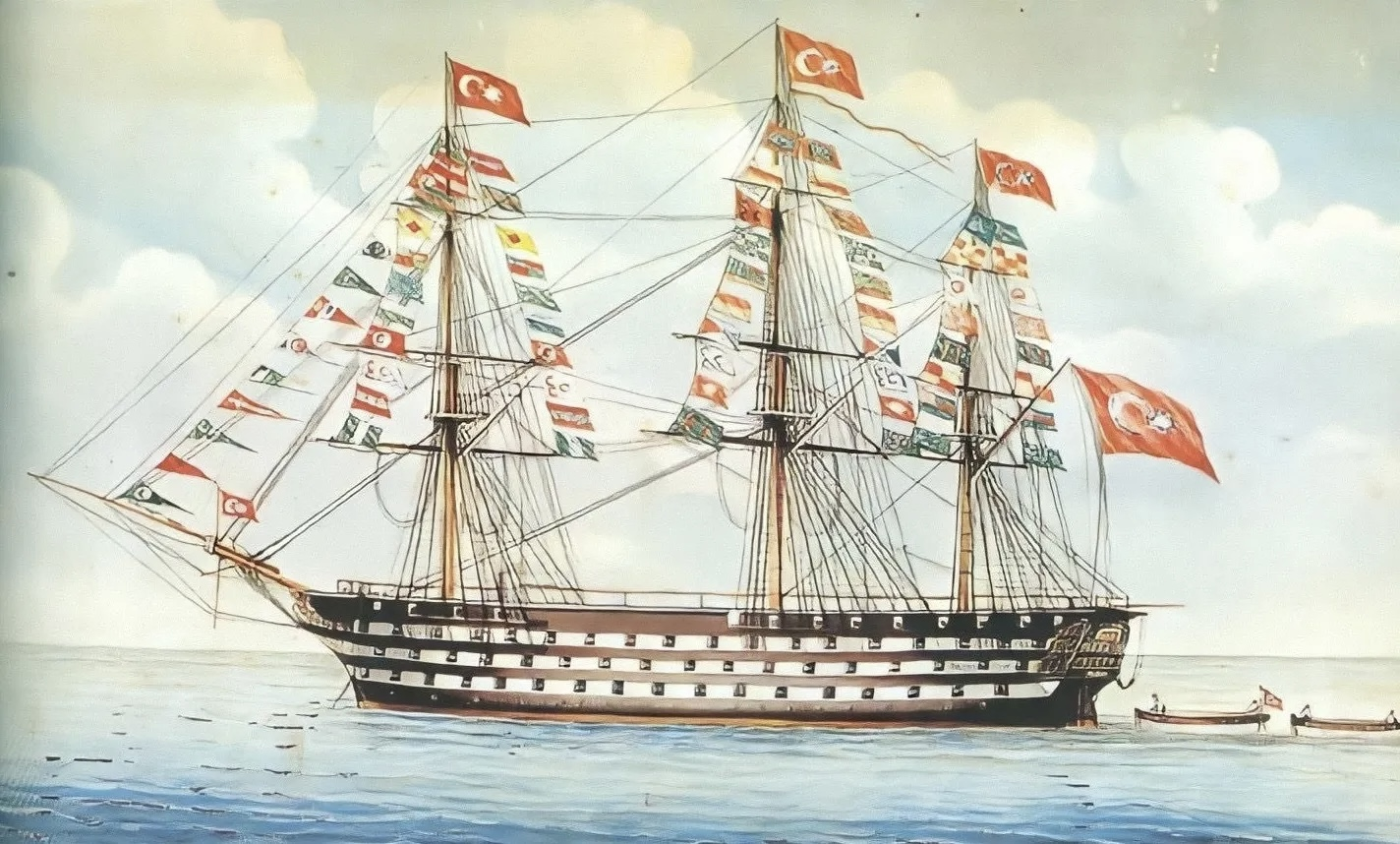
سفينة المحمودية -أكبر سفينة حربية في العالم لسنوات عديدة - شاركت في حرب القرم ولا سيما خلال حصار ميناء سيفاستوبول.

### حرب القرم
اندلعت حرب القرم نتيجة الخلاف حول رعاية وحماية كنيسة القيامة وسائر المقدسات المسحية في القدس؛ فبموجب الامتيازات والاتفاقيات العثمانية تتولى فرنسا والكنيسة الكاثوليكية مهام الحماية والرعاية في الأماكن المقدسة؛ غير أن ما طرأ في فوضى في فرنسا إبان الجمهورية الثانية، مكّن روسيا والكنيسة الأرثوذكسية من إدارة قسم من الأملاك بحكم الأمر الواقع.

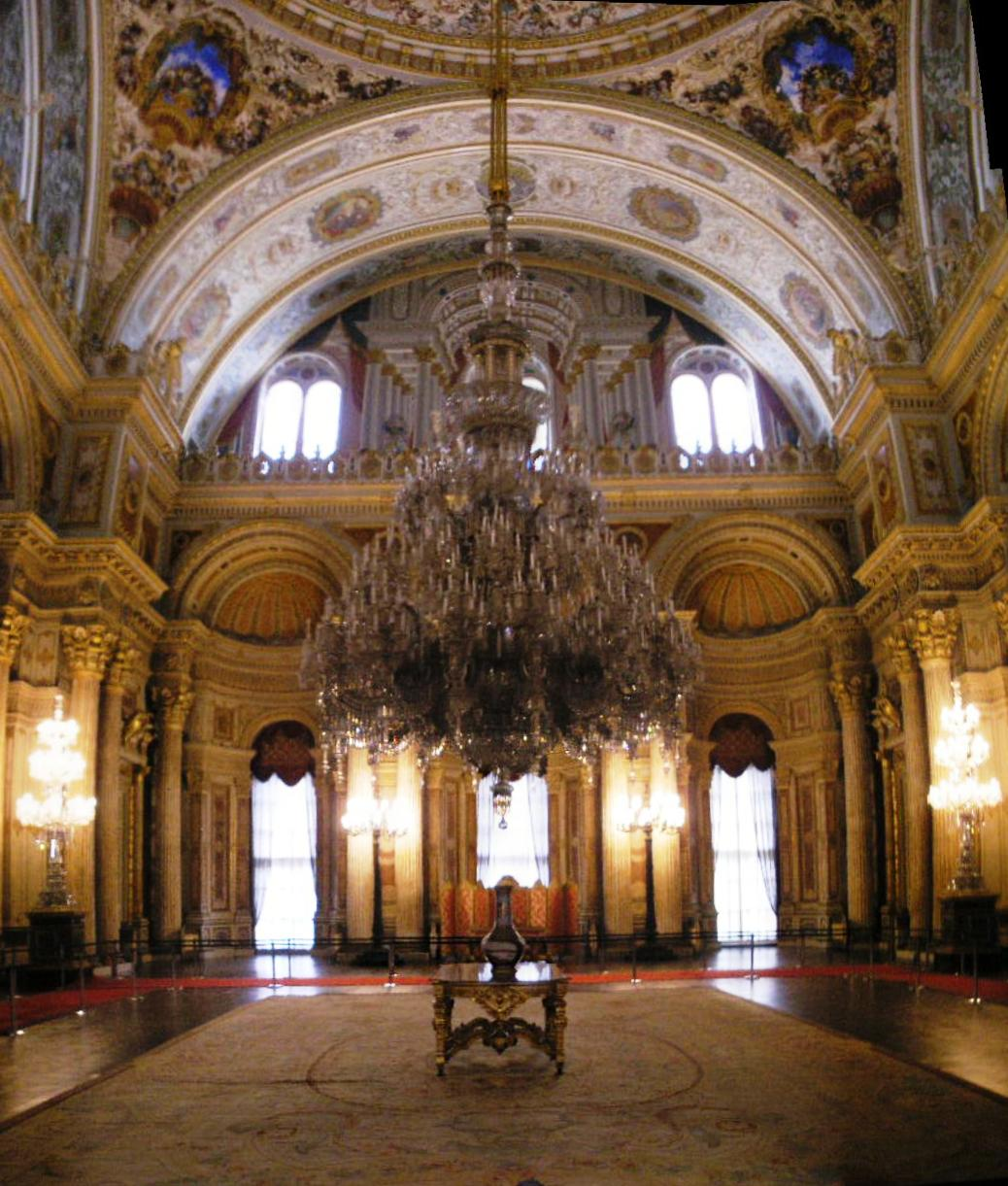
قاعة المناسبات والاحتفالات الفخمة وقد زينت قبتها من الداخل برسم من فعل رساميين إيطاليين وفرنسيين.

حين غدا نابليون الثالث امبراطورًا على فرنسا، طالب بالامتيازات القديمة وأقر السلطان له بالأمر في 6 فبراير 1852، ما أثار اعتراض روسيا. ومع انسداد أفق حل سياسي، احتلت ولايتي الأفلاق والبغدان، وهما ولايتين عثمانيتين في أوروبا الشرقية ذاتا أغلبية مسيحية وأرثوذكسية؛ فبدأت الاشتباكات الروسية - العثمانية في 3 نوفمبر 1853 وتزامنًا سيطر العثمانيون على قلعة القديس نيكولا في الجانب الروسي من الحدود القفقاسية. ثم تمكنت روسيا من تدمير الأسطول العثماني في واقعة سينوب يوم 30 سبتمبر 1853 عن آخره تقريبًا. في 12 مارس 1854 أبرم العثمانيون اتفاق الدفاع المشترك مع فرنسا وانكلترا، وفي 27 مارس 1854 أعلن نابليون الثالث الحرب رسميًا، ثم في 10 أبريل أعلنتها الملكة فيكتوريا.
تركزت المعارك في البحر الأسود والقوقاز، وتمكن الروس من احتلال فارص، والحلفاء من احتلال سيفاستوبول، وبعد نحو عامين من المعارك أقرت اتفاقية باريس عام 1856 السلام والعودة إلى حدود ما قبل الحرب، بما فيها انسحاب روسيا من ولايتي الأفلاق والبغدان، وكذلك حماية فرنسا للأماكن المقدسة.

### آثاره العمرانية
بنى السلطان بدءًا من 1843 وحتى 1856 قصر دولمة بهجة ليكون مقر حكمه الجديد. استعمل في البناء الفنون الغربية الحديثة، وأشرف فنانون ورسامون من إيطاليا وفرنسا في إتمام العمل، وملأه بتحف متنوعة كعاج الفيلة واللوحات والمنحوتات الإيطالية والفرنسية بالإضافة إلى سجاد من فرو الدببة الرمادية الروسية، واستعمل عشرات الأطنان من الذهب لتزيينه. ومنذ انتهاء تشييدها أصبحت هذه السرايا مقر حكم الخلافة العثمانية حتى نهايتها عام 1922. ويعتبر هذا القصر من أهم المعالم الأثرية في تركيا. كما قام السلطان بترميم المسجد النبوي وتوسعته وتزينه وإضافة رسوم تركية إلى عمارته، بعدما علم بتصدّع بناءه.

### السياسة الاقتصادية
أفضت حرب القرم إلى الإنهاك الاقتصادي للدولة العثمانية، ففي 1854 عقدت الدولة أول قرض خارجي لها لتسديد النفقات العسكرية بقيمة 75 مليون فرنك فرنسي، استملت منها 60 مليون، وحسم الباقي كفوائد؛ وفي عام 1855 أبرم القرض الثاني ومبلغه 125 مليون، وخصص أيضًا لتسديد النفقات العسكرية، وهو ما استمر في عهدي خلفيه عبد العزيز وعبد الحميد الثاني، حتى أعلنت الدولة إفلاسها مرتين؛ وكانت سياسة عقد القروض تعني في الواقع انتقاص السيادة العثمانية، واضطرت لأول مرة في تاريخها، لرهن ضرائبها الداخلية لضمان دفع قروضها لأوروبا، فخصصت جزية مصر السنوية ضمانًا لقرض 1854، ومداخيل جمارك أزمير وسوريا ضمانًا لقرض 1895؛ وكان لإتفاقية التجارة الحرة مع أوروبا، آثار وخيمة على الصناعات العثمانية المخلية من خلال إعفائها من الجمارك، وهو ما أدى لكونها أرخص وذات جودة أعلى من نظيرتها المحلية، وهو ما أدى إلى ركود اقتصادي بدءًا من 1861؛ وبلغ عجز الميزانية 35 مليون فرنك عام 1859، وكان تدهور قيمة القرش العثماني، قد بدأ من عهد السلطان محمود الثاني، إذ فقط القرش 78% من قيمته خلال عهد السلطانين؛ ويؤخذ على التنظيمات إجمالاً، إههالها الشأن الاقتصادي بشكل عام، عدا بعض الأمور البارزة، كتأسيس السلطان للبنك العثماني، ليؤدي دور مصرف مركزي للدولة، عام 1856، والذي قام في عهده بإصدار أول عملة ورقية في تاريخ الدولة العثمانية، ويعتبر أول من قام بتنظيم الميزانية العامة للدولة عن طريق التقيّد بتسجيل إيرادات ومصروفات الدوائر المختلفة بقيود محاسبية؛ وكان من النتائج الاقتصادية المتضمنة خط كلخانة، أن تحسنت مالية الدولة عن طريق تعيين أشخاص لهم خبرة واسعة في الشؤون المالية، وساهمت العدالة في جمع الضرائب بعد إلغاء طريقة التلزيم، والتشدد في التحصيل الضريبي من جميع المكلفين بعد أن كان يهرب منه «المتنفذون وأصحاب العصبيات»، في ازدياد دخل الدولة، ومن ثم صرفه في مجالات نافعة، لاسيّما مع تنظيم الميزانية، وتسجيل المدخولات والمصروفات في سجل رسمي، وعدم صرف أي مبلغ دون استصدار فرمانات همايونية بذلك.

## معرض الصور

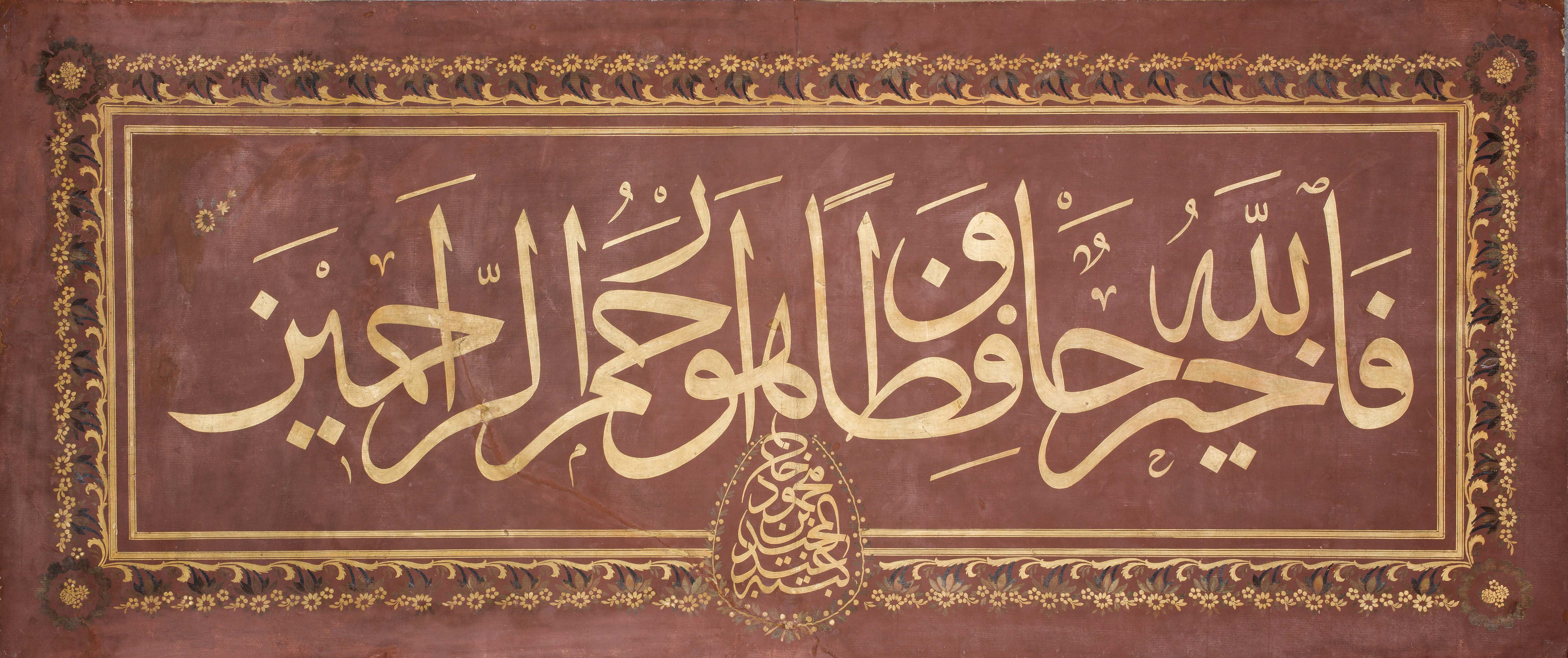
تخطيط من عمل عبد المجيد الأول للآية 64 من سورة يوسف ﴿فَاللَّهُ خَيْرٌ حَافِظًا وَهُوَ أَرْحَمُ الرَّاحِمِينَ﴾ [يوسف:64]